# Knud Juel
Knud Juel (født 30. september 1665, død 10. januar 1709 i København) var godsejer til Valdemars Slot, etatsråd, hofmester hos Prinsesse Charlotte Amalie, amtmand over Københavns Amt 1699-1709 og patron for Roskilde Adelige Jomfrukloster.
Søn af admiral Niels Juel og Margrethe Ulfeldt og døbt 1. november 1665.
Han overtog efter faderens død i 1697 Valdemars Slot.
Knud Juel blev den 18. februar 1695 gift med Christine Elisabeth von Knuth (1675-1738). Parret fik 10 børn.
Knud Juel er gravlagt i Holmens Kapel.